# 備後護国神社
備後護国神社（びんごごこくじんじゃ）は広島県福山市丸之内の福山城北側にある護国神社である。旧社格は内務大臣指定護国神社で、戦後別表神社となった。旧称阿部神社。
祭神は備後国出身の護国の英霊、大彦命・武沼河別命・豊幹別命および阿部正弘をはじめとする歴代備後福山藩主である。

## 歴史
明治元年、福山藩主・阿部正桓が、石見益田の役と箱館戦争での戦死者の霊を祀るために、旧深津郡吉津村に招魂社を創立したのに始まる。明治26年に福山公園（現在の福山城）の本丸人質櫓跡に遷座し、明治34年に官祭福山招魂社に改称した。昭和14年（1939年）に内務大臣の指定を受けて福山護國神社と改称した。
昭和15年（1940年）の紀元2600年を機に、新たに広大な境内と運動場を有する神社として建立されることになり、第二次世界大戦（太平洋戦争）の最中も工事が続けられた。建設地は現在の福山市草戸町で南北に流れる淀川と呼ばれた川の近くだったが、完成目前の昭和20年（1945年）8月8日、福山大空襲によって本殿を焼失した。現地には福山市の説明板があり、参道にかかっていた神橋のみが残る（鳥居は丸之内の備後護国神社に移設された）。この敷地はのちに福山市体育館として使われていた（福山市体育館は2020年3月に閉館）。
第二次世界大戦中後の一時期は「備後神社」を名乗っていた。また福山城本丸にあった元の福山招魂社に合祀されていた。昭和29年（1954年）に、社殿を阿部神社の本殿を改装したうえで合祀することが決定し、昭和31年（1956年）に復興し、それに合わせて、福山藩主の阿部氏が建立した阿部神社は境内社として残っている。現在の「護国の英霊」以外の祭神は、このとき合祀されたものである。翌昭和32年（1957年）に備後護国神社に改称した。
なお、阿部神社の時代には参道は南側にあったが、焼失した備後護国神社を移す際に参道石段を西側に移すとともに拝殿神門が建立されている。そのため、西側から参拝するのが正式であるが、南側からも参拝するのは可能である。また旧阿部神社の門も残されている。

## 宮本武蔵と福山
この神社の境内にはNHK大河ドラマ「武蔵」の中でも紹介された宮本武蔵が座ったとされる「腰掛石」が安置されている。武蔵は巌流島の決闘ののち、大坂の陣（慶長19年（1614年） - 元和元年（1615年）において、俗説では豊臣方として参戦したとされているが、文献では徳川方である水野勝成の陣において嫡子の水野勝重付として名前が記されている。そんな武蔵と水野家との関係を思い起こさせるのが腰掛石で伝承によれば寛永年間（1624年～1629年）に武蔵が福山を訪問したとき勝成の従兄弟で水野家二番家老である中山将監の屋敷で饗宴が催され庭園で腰を掛けた石がこれであるという。そして水野家断絶後に入封した阿部氏の時代にも家老下宮三郎右衛門の屋敷に引き続きあったが、福山藩廃藩に際して当時の阿部神社に奉納されたといわれる。武蔵が実際にこの石に腰掛けたかは明らかでないが歴史的ロマンがある伝承といえるだろう。

## 明治維新と天神山
備後護国神社が鎮座している天神山は、福山城の背後の山であった。そのため、明治維新前夜に譜代大名である福山藩に対し長州藩が来襲してきた際、それに備え福山藩は北側の山肌を削って防禦する胸壁としていた。しかし現在では道路の拡幅工事のためさらに削り取られ、山上にも福山武道館などの公共施設が建設されたため、旧状を窺い知る事は出来ない。ただ、そのときに存在していた赤門が護国神社の敷地内に現存している。

## 交通アクセス
- JR福山駅北口より徒歩10分
- 山陽自動車道・福山東インターチェンジ、福山西インターチェンジより20分

## 周辺情報
- 福山城
- 福山八幡宮
- 三蔵稲荷神社
- 福山市武道館
- 福山市人権平和資料館
- ふくやま美術館
- ふくやま文学館
- 広島県立歴史博物館
- 福寿会館